# Hulta tjärn
Hulta tjärn är en sjö i Bollebygds kommun i Västergötland och ingår i Rolfsåns huvudavrinningsområde.